# 2016년 크로이던 트램 탈선 사고
2016년 11월 9일 뉴애딩턴 정류장에서 윔블던 역으로 향하던 트램링크의 봄바디어 CR4000 2량이 탈선하여 전복되는 사고가 발생하였다. 크로이던 구의 샌딜랜즈 정류장으로 가던 도중이였다. 적어도 7명이 사망하고 51명이 부상당했다.